# Карекаре (язык)
Карекаре (также карай карай, карайкарай, керекере, керрикерри, керикери; англ. karai karai, karaikarai, kerekere, kerrikerri, kerikeri, kərekəre; самоназвание: bo karaikarai) — один из языков западночадской ветви чадской семьи.
Распространён в северо-восточных районах Нигерии. Численность говорящих — около 150 000 человек (1993). Письменность на основе латинского алфавита.

## О названии
Самоназвание языка карекаре — bo karaikarai «язык/уста карекаре». Существует несколько вариантов его произношения: карай карай, карайкарай, керекере, керрикерри, керикери. Происхождение лингвонима «карекаре» доподлинно неизвестно. Предположительно, оно связано со схожим по звучанию словом «каре» из языка канури, обозначающим «товар», «вещи», «груз». Форма слова «каре», заимствованная из канури, встречается не только в языке карекаре, она известна практически во всех языках северо-востока Нигерии. Название «карекаре» звучит одинаково в языках всех этнических групп, живущих рядом с народом карекаре. В частности, оно употребляется в двух наиболее распространённых и престижных языках северо-восточной Нигерии — в хауса и канури.
|       | карекаре                                                      | хауса                                                        | канури   |
| ----- | ------------------------------------------------------------- | ------------------------------------------------------------ | -------- |
| народ | bakarkarai (муж.), bakarkariya (жен.), karaikarai (мн. число) | bakarkare (муж.), bakarkariya (жен.), karaikarai (мн. число) | karekare |
| язык  | bo karaikarai                                                 | karkaranci                                                   | karekare |

Префикс ba- для обозначения лиц мужского пола и суффикс -iya для обозначения лиц женского пола в названии представителей народа в языке карекаре заимствованы из языка хауса. В целом, по числу заимствованных лексем и языковых элементов из соседних языков, включая хауса, карекаре превосходит все остальные языки нигерийского штата Йобе.

## Классификация
В соответствии с классификацией чадских языков, предложенной американским лингвистом Полом Ньюманом, язык карекаре вместе с языками беле, боле (боланчи), дено (куби), галамбу, гера, герума, канакуру (дера), кирфи, купто, квами, маха, нгамо, перо, пийя (вуркум) и тангале входит в группу боле западночадской языковой ветви (в других классификациях, включая классификацию, опубликованную в лингвистическом энциклопедическом словаре в статье В. Я. Порхомовского «Чадские языки»,  данная группа упоминается под названием боле-тангле, или боле-тангале). Согласно исследованиям Пола Ньюмана, в пределах группы боле (или A.2) язык карекаре включается в подгруппу боле, в которой занимает обособленное положение — язык карекаре противопоставлен всем остальным языкам этой подгруппы, объединяемым в кластер языков собственно боле. Сама же группа боле входит в подветвь западночадских языков A. Эта классификация приведена, в частности, в справочнике языков мира Ethnologue. Схожее противопоставление языка карекаре и кластера языков ядерные боле в пределах языкового объединения боле, являющегося частью группы боле-тангале (или группы A A.2) представлено в базе данных по языкам мира Glottolog. Язык карекаре рассматривается в составе группы боле-тангале подветви собственно западночадских языков также и в классификации, опубликованной в работе С. А. Бурлак и С. А. Старостина «Сравнительно-историческое языкознание».
В классификациях афразийских языков чешского лингвиста Вацлава Блажека и британского лингвиста Роджера Бленча предлагаются иные варианты состава языков подгруппы боле и иная точка зрения на место этой подгруппы в рамках западночадской ветви языков. 
Так, в классификации Вацлава Блажека язык карекаре отнесён к подгруппе языков боле-тангале, в которой представлены два языковых объединения: в первое вместе с карекаре входят языки боле, нгамо, маха, гера, кирфи, галамбу, герума, дено, куби, беле, во второе — языки тангале, перо и дера. Подгруппа боле-тангале вместе с ангасской подгруппой в данной классификации являются частью боле-ангасской группы, входящей, в свою очередь, в одну из двух подветвей западночадской языковой ветви.
В классификации же Роджера Бленча язык карекаре в пределах объединения «a» (северные боле) противопоставлен кластеру языков гера, герума, дено, буре, куби, гииво (кирфи), галамбу, даза и кластеру языков боле, нгамо, маака (маха), бееле. Само же объединение «a» включается в подгруппу боле группы боле-нгас подветви западночадских языков A.

## Лингвогеография

### Ареал и численность
Область распространения языка карекаре размещена в северо-восточной Нигерии на территории двух штатов — Баучи (в районах Гамава и Мисау) и Йобе (в районах Фика и Нангере), к северо-западу от города Потискум. Центром области расселения этнической общности карекаре является населённый пункт Джалам.
Ареал карекаре на севере граничит с ареалом сахарского языка центральный канури. С запада, юга и востока к области распространения карекаре примыкают ареалы близкородственных западночадских языков: с запада — ареал языка хауса, с юга — ареал языка нгамо, с востока — ареал языка нгизим. Кроме того, к югу от основного ареала карекаре по берегу реки Гонгола расположен небольшой островной ареал этого языка, окружённый областью расселения носителей языка хауса.
Численность говорящих на языке карекаре по данным 1952 года составляла 33 000 человек. Согласно данным справочника Ethnologue, в 1993 году численность носителей карекаре оценивалась в 150 000 человек. По современным оценкам сайта Joshua Project численность носителей этого языка составляет 349 000 человек (2016).

### Социолингвистические сведения
Согласно данным сайта Ethnologue, степень сохранности языка карекаре  оценивается как «устойчивая». Язык используется в бытовом общении всеми поколениями представителей этнической общности карекаре, включая детей. Стандартной формы у языка карекаре нет. По вероисповеданию представители карекаре в основном являются мусульманами.

### Диалекты
В области распространения языка карекаре выделяются диалекты джалалум (западный), пакаро (северный) и нгваджум (восточный). В справочнике Ethnologue и в базе данных Glottolog к диалектам карекаре отнесены биркай, джалалам (западный карекаре) и кварта матачи.

## Письменность
Письменность карекаре, основанная на латинице, используется с 1988 года. В состав алфавита входят 27 букв:
| Заглавные | A | B | Ɓ | C | D | Ɗ | E | F | G | H | I | J | K | L | M | N | O | P | R | S | T | U | W | ʼW | Y | ʼY | Z |
| Строчные  | a | b | ɓ | c | d | ɗ | e | f | g | h | i | j | k | l | m | n | o | p | r | s | t | u | w | ʼw | y | ʼy | z |

Также используются диграфы dl, hn, sh, tl и zh.

## Лингвистическая характеристика
Вокалическая система языка карекаре характеризуется противопоставлением долгих и кратких гласных, а также наличием тональности. Выделяются низкий, высокий, нисходящий и восходящий тоны.
Для системы консонантизма характерно наличие таких согласных, как глухой и звонкий латеральные фрикативы tl и dl и преназализованной взрывной согласной hn: àtlai «хлопок», gàdlai «амбар», hnnā̀ «еда, пища». Также отмечается наличие звонких имплозивных (губно-губного ɓ и альвеолярного ɗ) и губно-зубной согласной f, отсутствующей, в частности, в языке хауса, и наличие глоттализованных ʼw и ʼy: ʼwakè «козы», hànʼyā̀wi «раннее утро». Выделяется противопоставление ретрофлексной одноударной согласной ɽ и дрожащей согласной r̃: ɽī̀shì «качание», r̃ī̀wàu «ложь».